# هيرما ماركسمان
هيرما ماركسمان (مواليد 1949) مؤرخة من فنزويلا.

## السيرة الشخصية
ولدت ماركسمان من فلاحة ومهاجر ألماني عمل كمنظم لاتحاد عمال الحديد. عندما كانت في الثلاثينيات من عمرها التقت بالرئيس الفنزويلي المستقبلي هوغو شافيز، الذي كان حينها متزوجًا وهو في العشرينات من عمره. أصبحت عشيقته من 1983 إلى 1992. كانا كلاهما من طلاب الاشتراكية والمثالية وساعدته في دراسته الأكاديمية. بعد محاولة الانقلاب الفاشلة عام 1992 ترك شافيز زوجته الأولى وعشيقته.
تنصلت ماركسمان الآن من شافيز، وتصف حكومته بأنها تفرض «دكتاتورية فاشية». كما كتبت عدة مقالات وكتابًا بعنوان شيفاز الآخر، تصف علاقتها به.